# Heemstede
Heemstede (wymowaⓘ) – miasto w Holandii w prowincji Holandia Północna.
Heemstede było nazwą zamku zbudowanego pod koniec XIII wieku nad rzeką Spaarne. Podczas następnego stulecia wokół zamku powstała osada, wielokrotnie potem niszczona i przebudowywana. Miejscowość rosła bardzo wolno, w 1787 roku Heemstede liczyło tylko 196 rodzin, choć już wtedy miasto pełniło swą dzisiejszą rolę sypialni dla pobliskich Haarlemu i Amsterdamu. Zamożne rodziny opuszczały te miasta latem uciekając od „gorączki kanałowej”, czyli chorób spowodowanych zanieczyszczonymi kanałami.
Na granicy Heemstede z Aerdenhout znajduje się stacja kolejowa o nazwie Heemstede-Aerdenhout na linii Haarlem – Lejda.